# Urias Magalhães
Urias Magalhães é um bairro da região norte da cidade brasileira de Goiânia, próxima à Avenida Perimetral Norte. É, em conjunto com o Jardim Balneário Meia Ponte, os principais e mais antigos bairros da região. É predominante residencial, mas ocorreu uma grande expansão do comércio local para atender as demandas específicas da população do bairro. No bairro há a presença de algumas instalações públicas ligadas à área de segurança, saúde e a rede de hipermercados Atacadão, o antigo Carrefour.
Segundo dados do Instituto Brasileiro de Geografia e Estatística (IBGE), divulgados pela prefeitura, no Censo 2010 a população do Urias Magalhães era de 10 941 pessoas.

## História
Urias Magalhães foi um dos primeiros moradores de Goiânia, e sendo fazendeiro de muitas terras da região, acabou por loteá-las e vender a moradores. Na época em que uma lei aprovada permitia loteamentos sem infraestrutura. Assim o fazendeiro vendeu os terrenos sem oferecer nenhum recurso básico. A população chegou, e com a união desta com outros bairros, os recursos lentamente foram chegando ao bairro.
O desenvolvimento do local foi impulsionado pela duplicação da Avenida Goiás. Hoje, o bairro possui toda a infraestrutura necessária e é um dos locais mais antigos da região norte de Goiânia.

Um de seus cartões postais é a Praça do Violeiro (originalmente chamada de Praça Cícero Romão), de onde ocorrem eventos públicos. Por ser um local de encontro dos violeiros desde os anos 1960, recebeu uma homenagem no final da década de 1980 com a escultura O Violeiro, de Angelos Ktenas.